# Cena Neuron
Ceny Neuron jsou vědecká ocenění udělovaná nejlepším českým vědcům a vědkyním. Uděluje je Nadační fond Neuron na podporu vědy. Díky příspěvkům mecenášů Fondu se pojí s osobní finanční prémií pro oceněné. Světovost laureátů zajišťuje mezinárodní vědecká rada, která se podílí na jejich výběru.

## Ocenění
Ceny jsou udělovány každoročně od roku 2010. Od roku 2018 jsou udělovány ve třech kategoriích:
1. Cena Neuron za celoživotní přínos vědě – je udělována významným představitelům české vědy působícím doma i v zahraničí, kteří svou celoživotní prací přispěli k rozvoji svého vědního oboru, dosáhli v něm zásadních úspěchů a jsou vzorem a inspirací pro další generaci. Laureát obdrží 2 000 000 Kč. Na výběru laureáta se podílí mezinárodní vědecká rada Fondu.
2. Cena Neuron za významný vědecký objev –  je udělována až třem kandidátům. Ocenění obdrží za objev, který zásadně přispěl k rozvoji vědeckého oboru ve světovém měřítku, za vynikající vědecké výsledky a podporu vědy v České republice. Každý laureát obdrží osobní prémii 1 000 000 Kč. Na výběru laureátů se podílí mezinárodní vědecká rada Fondu.
3. Cena Neuron pro mladé nadějné vědce – je udělována českým vědcům a vědkyním zpravidla do 33 let za vynikající dosavadní vědecké výsledky a povzbuzení do další práce. Je spojena s osobní prémií 500 000 Kč a může ji obdržet až sedm laureátů.

Ceny jsou udělovány v sedmi oborech: matematika, medicína, společenské vědy (dříve ekonomie), fyzika (od roku 2013), chemie (od roku 2013), biologie (od roku 2013) a computer science (od roku 2016). V roce 2020 byly vzhledem k pandemické situaci uděleny Mimořádné Ceny Neuron 2020, které poukázaly na úspěšný boj českých vědců s nákazami.
Laureáty navrhuje široká česká vědecká obec. Z návrhů vybírá nominanty Domácí/Mezinárodní vědecká rada Fondu. Finální laureáty vybírá Rada Neuronu na doporučení vědecké rady. Vědeckou radu vede chemik Pavel Hobza. V Mezinárodní vědecké radě zasedají vědci z celého světa.

## Laureáti

### Cena Neuron za celoživotní přínos vědě / za přínos světové vědě
| #  | Jméno             | Datum narození | místo narození   | Datum udělení | Uděleno za         | zaměření | kód ORCID                               |
| -- | ----------------- | -------------- | ---------------- | ------------- | ------------------ | --- | --------------------------------------- |
| 1  | Jiří Bártek       | 1953           | Šumperk          | 2010          | lékařství          | proliferace rakovinné bujení | 0000-0003-2013-7525                     |
| 2  | Oldrich Vasicek   | 1942           | Praha            | 2010          | společenské vědy   | finanční matematika Vašíčkův model |                                         |
| 3  | Jaroslav Nešetřil | 1946           | Brno             | 2010          | matematika         | kombinatorika teorie grafů diskrétní matematika geometrie topologie                                                                                     | 0000-0002-5133-5586                     |
| 4  | Tomáš Klíma       | 1931           | Baltimore        | 2011          | lékařství          | transplantologie odmítnutí štěpu lékařství patologie |                                         |
| 5  | Jan Kmenta        | 1928           | Praha            | 2011          | společenské vědy   | ekonometrie |                                         |
| 6  | Robin Thomas      | 1962           | Praha            | 2011          | matematika         | teorie grafů diskrétní matematika kombinatorika |                                         |
| 7  | Marek Malík       | 1951           | Praha            | 2012          | lékařství          | elektrofyziologie | 0000-0002-2904-1223 0000-0002-3792-1407 |
| 8  | Jan Švejnar       | 1952           | Praha            | 2012          | společenské vědy   | ekonomická transformace |                                         |
| 9  | Miroslav Fiedler  | 1926           | Praha            | 2012          | matematika         | teorie grafů numerická matematika matematika |                                         |
| 10 | Jiří Vítek        | 1935           | Praha            | 2013          | lékařství          | centrální venózní katétr |                                         |
| 11 | Rudolf Zahradník  | 1928           | Bratislava       | 2013          | chemie             | kvantová chemie fyzikální chemie elektrochemie chemie                                                                                                   |                                         |
| 12 | Jan Vaňous        |                |                  | 2013          | společenské vědy   | ekonomika Sovětského svazu východní Evropa |                                         |
| 13 | Vojtěch Rödl      | 1949           | Praha            | 2013          | matematika         | kombinatorika teorie grafů matematika |                                         |
| 14 | Bohdan Pomahač    | 1971           | Ostrava          | 2014          | lékařství          | plastická chirurgie | 0000-0003-3703-8240                     |
| 15 | Jiří Čížek        | 1938           | Praha            | 2014          | chemie             | metoda vázaných klastrů kvantová chemie matematika fyzikální chemie teoretická chemie Polarografie chemická fyzika matematická fyzika                   |                                         |
| 16 | Evžen Neustupný   | 1933           | Praha            | 2014          | společenské vědy   | archeologická metoda archeologie pravěká archeologie archeologický výzkum paleolit                                                                      |                                         |
| 17 | Ivo Babuška       | 1926           | Praha            | 2014          | matematika         | numerická matematika matematika stavebnictví stavební inženýrství metoda konečných prvků                                                                |                                         |
| 18 | Jiří Bičák        | 1942           | Praha            | 2014          | fyzika             | astrofyzika fyzika kosmologie teorie relativity filozofie fyziky překlady z angličtiny teoretická fyzika odborná literatura populárně-naučná literatura | 0000-0001-7938-7815                     |
| 19 | Josef Koutecký    | 1930           | Praha            | 2015          | lékařství          | dětská onkologie klinická onkologie onkologie pediatrie kulturní život hudba a výtvarné umění                                                           |                                         |
| 20 | Josef Paldus      | 1935           | Bzí              | 2015          | chemie             | kvantová chemie aplikovaná matematika chemie teoretická chemie                                                                                          | 0000-0001-9218-9311                     |
| 21 | Ivo Možný         | 1932           | Prostějov        | 2015          | společenské vědy   | sociologie rodiny sociologie |                                         |
| 22 | Eduard Feireisl   | 1957           | Kladno           | 2015          | matematika         | hydrodynamika matematika parciální diferenciální rovnice dynamický systém matematická analýza mechanika tekutin                                         | 0000-0002-3795-1315                     |
| 23 | Petr Hořava       | 1963           | Prostějov        | 2015          | fyzika             | teorie strun | 0000-0002-9748-4763                     |
| 24 | Milan Šamánek     | 1931           | Zborovice        | 2016          | lékařství          | kardiochirurgie pediatrie kardiologie dětská kardiologie dětská kardiochirurgie ateroskleróza lékařství vzdělávání                                      |                                         |
| 25 | Josef Michl       | 1939           | Praha            | 2016          | chemie             | nanomateriál solární panel fyzikální chemie teoretická chemie organická chemie organokovová chemie kvantová chemie fotochemie optika nanochemie         | 0000-0002-4707-8230                     |
| 26 | Leopold Pospíšil  | 1923           | Olomouc          | 2016          | společenské vědy   | právní systémy etnologie antropologie etnografie |                                         |
| 27 | Pavel Exner       | 1946           | Praha            | 2016          | matematika         | matematická fyzika | 0000-0003-3704-7841                     |
| 28 | Jan Peřina        | 1936           | Městec Králové   | 2016          | fyzika             | kvantová optika nelineární optika koherence | 0000-0002-8175-292X                     |
| 29 | Jan Svoboda       | 1934           | Praha            | 2016          | biologie           | retroviry molekulární biologie virologie genetika |                                         |
| 30 | Otto Hrodek       | 1922           | Jihlava          | 2017          | lékařství          | leukemie pediatrie hematologie |                                         |
| 31 | Pavel Pudlák      | 1952           |                  | 2017          | počítačová věda    | výpočetní složitost matematických operací |                                         |
| 32 | Emil Paleček      | 1930           | Brno             | 2017          | chemie             | glykoproteiny biochemie elektrochemie molekulární biologie                                                                                              |                                         |
| 33 | František Šmahel  | 1934           | Trhová Kamenice  | 2017          | společenské vědy   | nástup Lucemburků na český trůn husitství česká reformace                                                                                               |                                         |
| 34 | Vladimír Šverák   | 1959           |                  | 2017          | matematika         | Navierovy–Stokesovy rovnice |                                         |
| 35 | Martin Roček      | 1954           | Česko            | 2017          | fyzika             | supersymetrie | 0000-0001-9303-6050                     |
| 36 | Josef Svoboda     | 1929           | Praha            | 2017          | biologie           | arktická ekologie ekologie ekofyziologie rostlin biologie filozofie biologie ekologie rostlin polární výzkum                                            |                                         |
| 37 | Jan Klein         | 1936           | Štemplovec       | 2018          | biologie           | imunogenetika imunologie genetika evoluční biologie |                                         |
| 38 | Jiří Friml        | 1973           | Uherské Hradiště | 2019          | biologie           | auxiny biochemie biochemie rostlin | 0000-0002-8302-7596                     |
| 39 | Josef Prchal      |                |                  | 2021          | lékařství biologie | | 0000-0002-8019-2940                     |
| 40 | David Preiss      | 1947           | Praha            | 2021          | matematika         | funkcionální analýza matematika |                                         |
| 41 | Václav Petříček   | 1948           |                  | 2021          | fyzika             | krystalografie | 0000-0002-9731-8730                     |
| 42 | Jan Starý         | 1952           | České Budějovice | 2022          | lékařství          | | 0000-0002-6818-7743                     |
| 43 | Pavel Hobza       | 1946           | Přerov           | 2022          | chemie             | | 0000-0001-5292-6719                     |
| 44 | František Švec    | 1943           | Kladno           | 2023          | chemie             | farmacie chemická sloučenina separační analytická metoda                                                                                                | 0000-0001-6574-1537                     |
| 45 | Cyril Höschl      | 1949           | Praha            | 2024          | psychiatrie        | psychiatrie popularizace vědy | 0000-0002-3613-0099                     |

### Cena Neuron za významný vědecký objev
| # | Jméno           | Datum narození | místo narození | Datum udělení | Uděleno za      | zaměření | kód ORCID           |
| - | --------------- | -------------- | -------------- | ------------- | --------------- | --- | ------------------- |
| 1 | Tomáš Mikolov   | 1982           | Šumperk        | 2018          | počítačová věda | zpracování přirozeného jazyka Word2Vec informatika umělá inteligence počítačová lingvistika rozpoznávání řeči | 0000-0002-6938-5426 |
| 2 | Tomáš Jungwirth | 1967           | Praha          | 2018          | fyzika          | antiferomagnetismus spintronika fyzika pevných látek spin elektron                                            | 0000-0002-9910-1674 |
| 3 | Petr Pyšek      | 1958           | Karlovy Vary   | 2018          | biologie        | biologická invaze                                                                                             | 0000-0001-8500-442X |
| 4 | Jan Nekovář     | 1963           | Praha          | 2019          | matematika      | teorie čísel matematika                                                                                       |                     |
| 5 | Tomáš Cihlář    | 1967           | Chomutov       | 2020          | remdesivir      | antivirotikum chemie virologie                                                                                | 0000-0001-6840-0885 |

### Cena Neuron pro mladé nadějné vědce
| #  | Jméno                 | Datum narození | místo narození       | Datum udělení | Uděleno za       | zaměření                                                                           | kód ORCID           |
| -- | --------------------- | -------------- | -------------------- | ------------- | ---------------- | ---------------------------------------------------------------------------------- | ------------------- |
| 1  | Michal Pakoš          |                |                      | 2010          | lékařství        | makroekonomie                                                                      |                     |
| 2  | Martin Matějovič      | 1969           | Domažlice            | 2010          | lékařství        | sepse srážení krve lékařství lékařský výzkum                                       | 0000-0001-9814-5256 |
| 3  | Daniel Kráľ           | 1978           | Zlín                 | 2010          | matematika       | kombinatorika teorie grafů                                                         | 0000-0001-8680-0890 |
| 4  | Jan Zuna              | 1971           |                      | 2011          | lékařství        | leukemie                                                                           |                     |
| 5  | Julie Chytilová       | 1981           |                      | 2011          | společenské vědy | sociologie chudoby mikroekonomie behaviorální ekonomie                             | 0000-0002-8474-8192 |
| 6  | Zdeněk Dvořák         | 1981           | Nové Město na Moravě | 2011          | matematika       | výpočetní složitost matematických operací teorie grafů                             | 0000-0002-8308-9746 |
| 7  | Radek Špíšek          | 1975           |                      | 2012          | lékařství        | nádorová imunologie biologická léčba nádorových onemocnění                         |                     |
| 8  | Jakub Steiner         | 1977           | Bratislava           | 2012          | společenské vědy | teorie her Velká recese ekonomická teorie behaviorální ekonomie                    | 0000-0001-6975-9072 |
| 9  | Libor Barto           | 1980           |                      | 2012          | matematika       | teoretická informatika matematika univerzální algebra teorie složitosti            | 0000-0002-8481-6458 |
| 10 | Petr Svoboda          | 1974           | Kladno               | 2014          | lékařství        | regulace genové exprese RNA interference                                           | 0000-0002-4370-3705 |
| 11 | Jana Roithová         | 1974           | Ústí nad Labem       | 2014          | chemie           | katalýza věda chemie organická chemie                                              | 0000-0001-5144-0688 |
| 12 | Jakub Rákosník        | 1977           | Praha                | 2014          | společenské vědy | Velká hospodářská krize sociální stát právo dějiny sociální dějiny                 | 0000-0003-3478-7553 |
| 13 | David Krejčiřík       | 1974           |                      | 2014          | matematika       | matematická fyzika nehermitovská kvantová mechanika fyzika jaderná fyzika          | 0000-0002-2442-1331 |
| 14 | Gabriel Török         | 1978           | Valašské Meziříčí    | 2014          | fyzika           | kompaktní hvězda černá díra kvaziperiodická oscilace teoretická fyzika astrofyzika | 0000-0003-3958-9441 |
| 15 | Jaroslav Hrabák       | 1981           | Plzeň                | 2015          | lékařství        | mnohočetná léková rezistence lékařská mikrobiologie včelařství                     | 0000-0003-1049-6604 |
| 16 | Jan Macák             | 1979           | Pardubice            | 2015          | chemie           | nanotechnologie materiálové inženýrství                                            | 0000-0001-7091-3022 |
| 17 | Petr Koura            | 1978           | Klatovy              | 2015          | společenské vědy | dějiny Československa politologie dějiny                                           | 0000-0002-5318-6027 |
| 18 | Stanislav Hencl       | 1976           | Pardubice            | 2015          | matematika       | deformace matematika                                                               | 0000-0002-5085-4720 |
| 19 | Hynek Němec           | 1979           | Praha                | 2015          | fyzika           | fotovoltaický článek                                                               | 0000-0002-9488-8711 |
| 20 | Helena Fulková        | 1980           | Strakonice           | 2016          | lékařství        | vývojová biologie                                                                  | 0000-0001-7414-5024 |
| 21 | Petr Slavíček         | 1976           | Olomouc              | 2016          | chemie           | fotodynamika                                                                       | 0000-0002-5358-5538 |
| 22 | Filip Matějka         | 1980           |                      | 2016          | společenské vědy | makroekonomie                                                                      |                     |
| 23 | Emil Jeřábek          | 1977           | Praha                | 2016          | matematika       | matematická logika                                                                 | 0000-0002-9057-3413 |
| 24 | Jindřich Kolorenč     | 1977           |                      | 2016          | fyzika           | elementární částice elektronová konfigurace                                        | 0000-0003-2627-8302 |
| 25 | Pavel Plevka          | 1979           |                      | 2016          | biologie         | Picornaviridae molekulární biologie virologie                                      | 0000-0003-4215-3315 |
| 26 | Daniel Sýkora         | 1978           | Praha                | 2017          | počítačová věda  | strojové učení analýza obrazu                                                      | 0000-0002-6145-5151 |
| 27 | Martin Soukup         | 1977           | Praha                | 2017          | společenské vědy | demografie Papuy Nové Guineje                                                      | 0000-0002-9907-5111 |
| 28 | Robert Šámal          | 1977           | Praha                | 2017          | matematika       | diskrétní matematika kombinatorika teorie grafů homomorfismus                      | 0000-0002-0172-6511 |
| 29 | Lukáš Palatinus       |                |                      | 2017          | fyzika           | krystalografie                                                                     | 0000-0002-8987-8164 |
| 30 | Marek Eliáš           | 1978           | Bílovec              | 2017          | biologie         | protistologie                                                                      | 0000-0003-0066-6542 |
| 31 | Marek Mráz            | 1983           |                      | 2018          | lékařství        | miRNA lymfatická leukemie                                                          | 0000-0001-6975-8838 |
| 32 | Hana Macíčková Cahová | 1981           | Zlín                 | 2018          | chemie           | RNA                                                                                | 0000-0002-4986-7858 |
| 33 | David Kosař           | 1979           |                      | 2018          | společenské vědy | soudní moc                                                                         | 0000-0001-5025-1367 |
| 34 | Benjamin Vejnar       | 1980           |                      | 2018          | matematika       | topologie matematika obecná topologie matematická analýza teorie funkcí            | 0000-0002-2833-5385 |
| 35 | Lukáš Slodička        |                |                      | 2018          | fyzika           | světlo                                                                             | 0000-0003-0540-9385 |
| 36 | Filip Kolář           | 1985           | České Budějovice     | 2018          | biologie         | polyploidie                                                                        | 0000-0002-8793-7992 |
| 37 | Michal Šimíček        | 1985           |                      | 2019          | lékařství        | maligní transformace léková rezistence imunologie biomedicína                      | 0000-0003-2388-2723 |
| 38 | Martin Balko          | 1987           |                      | 2019          | počítačová věda  | kombinatorika počítačová věda                                                      | 0000-0001-9688-9489 |
| 39 | Lucie Kalousová       |                |                      | 2019          | společenské vědy | sociální nerovnost veřejné zdraví                                                  |                     |
| 40 | Vladimir Lotoreichik  |                |                      | 2019          | matematika       | spektrální teorie                                                                  |                     |
| 41 | Ondřej Pejcha         | 1984           | Brno                 | 2019          | fyzika           | supernova fyzika astronomie dvojhvězda                                             | 0000-0003-2512-2170 |
| 42 | Petr Kohout           |                |                      | 2019          | biologie         | mykorhiza                                                                          | 0000-0002-3985-2310 |
| 43 | Jitka Palich Fučíková | 1983           |                      | 2021          | lékařství        | farmacie tumor biologická léčba                                                    | 0000-0002-8423-479X |
| 44 | Martin Tancer         |                |                      | 2021          | počítačová věda  |                                                                                    | 0000-0002-1191-6714 |
| 45 | Prokop Hapala         | 1985           |                      | 2021          | chemie           |                                                                                    | 0000-0003-4807-0326 |
| 46 | Petr Sedláček         |                |                      | 2021          | společenské vědy |                                                                                    |                     |
| 47 | Jan Hladký            |                |                      | 2021          | matematika       |                                                                                    | 0000-0002-7989-3280 |
| 48 | Lenka Zdeborová       | 1980           | Plzeň                | 2021          | fyzika           | fyzika statistická fyzika informatika umělá inteligence strojové učení             | 0000-0002-8377-3978 |
| 49 | Zuzana Musilová       | 1983           |                      | 2021          | biologie         |                                                                                    | 0000-0001-8759-8663 |
| 50 | Martina Živná         |                |                      | 2022          | lékařství        | buněčná biologie molekulární biologie biochemie                                    | 0000-0003-1968-824X |
| 51 | Mariya Shamzhy        |                |                      | 2022          | chemie           |                                                                                    | 0000-0002-1979-6817 |
| 52 | Anežka Kuzmičová      | 1982           |                      | 2022          | společenské vědy |                                                                                    | 0000-0001-9309-2343 |
| 53 | Jan Kynčl             |                |                      | 2022          | matematika       |                                                                                    | 0000-0003-4908-4703 |
| 54 | Martin Setvín         | 1982           |                      | 2022          | fyzika           |                                                                                    | 0000-0002-1210-7740 |
| 55 | Gabriel Demo          |                |                      | 2022          | biologie         |                                                                                    | 0000-0002-5472-9249 |
| 56 | Kateřina Rohlenová    | 1985           |                      | 2023          | lékařství        | imunologie                                                                         | 0000-0003-3964-8472 |
| 57 | Zuzana Kúkelová       | 1981           |                      | 2023          | počítačová věda  | kybernetika počítačová grafika matematika informatika počítačová věda              | 0000-0002-1916-8829 |
| 58 | Tomáš Slanina         | 1988           | Lelekovice           | 2023          | chemie           | chemie organická chemie                                                            | 0000-0001-8092-7268 |
| 59 | Sylvie Graf           | 1981           |                      | 2023          | společenské vědy | psychologie Romové sociální psychologie                                            |                     |
| 60 | Lenka Slavíková       |                |                      | 2023          | matematika       |                                                                                    | 0000-0001-5144-5665 |
| 61 | Martin Kozák          |                |                      | 2023          | fyzika           | fyzika kvantová optika optoelektronika elektron                                    | 0000-0002-6317-7079 |

### Nositelé Neuron Impulsu
| #  | Jméno              | Datum narození | místo narození       | Datum udělení | Uděleno za       | zaměření                                                                                         | kód ORCID           |
| -- | ------------------ | -------------- | -------------------- | ------------- | ---------------- | ------------------------------------------------------------------------------------------------ | ------------------- |
| 1  | Karel Vališ        | 1980           | Uherské Hradiště     | 2011          | lékařství        |                                                                                                  | 0000-0002-3036-4345 |
| 2  | Štěpán Jurajda     | 1970           | Rychnov nad Kněžnou  | 2011          | společenské vědy | trh práce školství                                                                               | 0000-0001-6176-2656 |
| 3  | Robert Šámal       | 1977           | Praha                | 2011          | matematika       | diskrétní matematika kombinatorika teorie grafů homomorfismus                                    | 0000-0002-0172-6511 |
| 4  | Přemysl Jiruška    | 1976           |                      | 2012          | lékařství        |                                                                                                  | 0000-0003-4955-8577 |
| 5  | Jan Libich         |                |                      | 2012          | společenské vědy |                                                                                                  | 0000-0002-2991-2228 |
| 6  | Jiří Spurný        | 1975           | Plzeň                | 2012          | matematika       | matematika matematická analýza                                                                   | 0000-0002-6201-7700 |
| 7  | Miroslav Bulíček   | 1979           |                      | 2012          | matematika       |                                                                                                  | 0000-0003-2380-3458 |
| 8  | Vladimír Scholtz   | 1977           | Bratislava           | 2013          | lékařství        |                                                                                                  | 0000-0002-6981-6169 |
| 9  | František Štěpánek | 1974           |                      | 2013          | lékařství        |                                                                                                  | 0000-0001-9288-4568 |
| 10 | Filip Pertold      | 1981           |                      | 2013          | společenské vědy |                                                                                                  |                     |
| 11 | Michal Koucký      | 1974           | Praha                | 2013          | matematika       | kombinatorika                                                                                    | 0000-0003-0808-2269 |
| 12 | Jan Kalina         | 1977           | Praha                | 2013          | matematika       | matematika statistika                                                                            | 0000-0002-8491-0364 |
| 13 | Michal Malinský    | 1976           | Frýdlant             | 2013          | fyzika           | fyzika částic jaderná fyzika supersymetrie                                                       | 0000-0003-0415-662X |
| 14 | Zuzana Libá        | 1979           |                      | 2014          | lékařství        | lékařství neurologie                                                                             | 0000-0003-0483-8110 |
| 15 | Michal Otyepka     | 1975           | Olomouc              | 2014          | chemie           |                                                                                                  | 0000-0002-1066-5677 |
| 16 | Jaroslav Řídký     | 1976           | Mladá Boleslav       | 2014          | společenské vědy |                                                                                                  |                     |
| 17 | Jan Šťovíček       | 1980           |                      | 2014          | matematika       | matematika nekomutativní algebra homologická algebra teorie reprezentací                         | 0000-0002-0834-9376 |
| 18 | Tomáš Mančal       | 1974           | Vlašim               | 2014          | fyzika           |                                                                                                  | 0000-0003-1736-3054 |
| 19 | Jana Dobrovolná    |                | Praha                | 2015          | lékařství        |                                                                                                  |                     |
| 20 | Richard Štefl      | 1975           |                      | 2015          | chemie           | biochemie                                                                                        | 0000-0003-0558-5952 |
| 21 | Tomáš Cvrček       | 1977           |                      | 2015          | společenské vědy | hospodářské dějiny vzdělávání technologický pokrok životní úroveň populační změna                | 0000-0002-7311-758X |
| 22 | Vít Jelínek        | 1978           |                      | 2015          | matematika       | teorie grafů kombinatorika                                                                       | 0000-0003-4831-4079 |
| 23 | Jan Vybíral        | 1979           |                      | 2015          | matematika       |                                                                                                  | 0000-0002-5498-2412 |
| 24 | Anna Fučíková      | 1982           | Koněšín              | 2015          | fyzika           |                                                                                                  | 0000-0002-2552-3612 |
| 25 | Zuzana Holubcová   | 1982           |                      | 2016          | lékařství        |                                                                                                  | 0000-0002-4658-6161 |
| 26 | Pavla Eliášová     | 1985           |                      | 2016          | chemie           | fyzikální chemie zeolit                                                                          | 0000-0002-9473-8414 |
| 27 | Zdeněk Sofer       | 1981           |                      | 2016          | chemie           | anorganická chemie materiálové inženýrství elektrochemie                                         | 0000-0002-1391-4448 |
| 28 | Ladislav Stančo    |                |                      | 2016          | společenské vědy |                                                                                                  | 0000-0002-8183-9697 |
| 29 | Tomáš Vejchodský   | 1976           | Jihlava              | 2016          | matematika       |                                                                                                  |                     |
| 30 | Ondřej Kreml       |                |                      | 2016          | matematika       |                                                                                                  |                     |
| 31 | Zdeněk Dvořák      | 1981           | Nové Město na Moravě | 2016          | matematika       | výpočetní složitost matematických operací teorie grafů                                           | 0000-0002-8308-9746 |
| 32 | Otakar Frank       | 1977           | Praha                | 2016          | fyzika           |                                                                                                  | 0000-0002-9661-6250 |
| 33 | Vítězslav Bryja    | 1977           |                      | 2016          | biologie         |                                                                                                  | 0000-0002-9136-5085 |
| 34 | Tomáš Koblas       |                |                      | 2017          | lékařství        |                                                                                                  |                     |
| 35 | Dáša Bohačiaková   | 1984           |                      | 2017          | lékařství        | histologie člověka lidská embryologie embryonální kmenová buňka proliferace buněčná diferenciace | 0000-0002-9538-6668 |
| 36 | Pavel Hubáček      |                |                      | 2017          | počítačová věda  |                                                                                                  |                     |
| 37 | Viliam Lisý        | 1983           | Bratislava           | 2017          | počítačová věda  | umělá inteligence Biokybernetika                                                                 | 0000-0002-1647-1507 |
| 38 | Petr Cígler        | 1978           | České Budějovice     | 2017          | chemie           |                                                                                                  | 0000-0003-0283-647X |
| 39 | Lukasz Cwiklik     |                |                      | 2017          | chemie           |                                                                                                  | 0000-0002-2083-8738 |
| 40 | Maksym Opanasenko  |                |                      | 2017          | chemie           | fyzikální chemie                                                                                 | 0000-0002-0833-8255 |
| 41 | Mohamed Megahed    |                |                      | 2017          | společenské vědy |                                                                                                  | 0000-0002-9396-2545 |
| 42 | Martin Lang        |                |                      | 2017          | společenské vědy |                                                                                                  | 0000-0002-2231-1059 |
| 43 | Vítězslav Kala     | 1985           |                      | 2017          | matematika       | algebra matematika                                                                               | 0000-0001-5515-6801 |
| 44 | Václav Kučera      |                |                      | 2017          | matematika       | matematika numerická matematika                                                                  |                     |
| 45 | Kateřina Falk      | 1984           | Zlín                 | 2017          | fyzika           | astrofyzika plazma laser fyzika plazmatu popularizace vědy                                       | 0000-0001-5975-776X |
| 46 | Kamil Olejník      |                |                      | 2017          | fyzika           |                                                                                                  | 0000-0002-1023-0358 |
| 47 | Martin Schwarzer   | 1980           | Nový Jičín           | 2017          | biologie         |                                                                                                  | 0000-0002-1401-6578 |
| 48 | Petr Kašpárek      |                |                      | 2017          | biologie         |                                                                                                  | 0000-0001-6047-7538 |

### Čestná cena Neuron
| # | Jméno       | Datum narození | místo narození | Datum udělení | Uděleno za | zaměření | kód ORCID |
| - | ----------- | -------------- | -------------- | ------------- | ---------- | -------- | --------- |
| 1 | Karel Raška | 1909           | Strašín        | 2020          |            |          |           |